# Abdalá Bucaram
Abdalá Jaime Bucaram Ortiz (* 20. Februar 1952 in Guayaquil, Ecuador), Rechtsanwalt und Politiker libanesischer Abstammung, war vom 10. August 1996 bis zum 6. Februar 1997 Staatspräsident Ecuadors. Er ist der Gründer und bedeutendste Führer der populistischen Roldosistischen Partei Ecuadors (Partido Roldosista Ecuatoriano, PRE). Von 1997 bis 2017 war er im Exil in Panama, aus dem er nur im April 2005 für wenige Tage nach Ecuador zurückkehrte, bevor er erneut aus dem Land floh. 2017 kehrte er nach Ecuador zurück, da er Unterstützung von Präsident Lenin Moreno zugesagt bekommen hatte.

## Leben

### Herkunft und Werdegang
Bucarams Großeltern waren in den 1920er Jahren aus dem Libanon nach Ambato gekommen und später nach Guayaquil übergesiedelt. Abdalá ist Neffe des langjährigen Parlamentsabgeordneten und populistischen Führers Assad Bucaram und Schwager des im Amt tödlich verunglückten Staatspräsidenten Jaime Roldós (1979–1981). Dies machte ihn zum Mitglied einer mächtigen politischen Familie in Guayaquil.
Er selbst musste sein Medizinstudium abbrechen und studierte stattdessen Rechtswissenschaft in Guayaquil. Er nahm an kontinentalen Leichtathletikwettbewerben teil und studierte 1972 mit einem fünfmonatigen Stipendium der Bundesregierung Sport in Berlin. Bei den Olympischen Spielen von München 1972 war er Flaggenträger für sein Land, konnte allerdings aus Verletzungsgründen nicht an den Leichtathletikwettbewerben teilnehmen. In den 1970er Jahren hielt er den ecuadorianischen Rekord über 100 Meter mit 10,3 Sekunden. Bis 1981 arbeitete er unter anderem als Sportlehrer an verschiedenen Schulen in Guayaquil.
Seit seiner Jugend war Bucaram aktives Mitglied der Partei Concentración de Fuerzas Populares (CFP), dessen Gründer und führender Politiker sein Onkel Asaad Bucaram war. Nachdem Jaime Roldós 1979 als Kandidat der CFP zum Präsidenten gewählt worden war, ernannte er seinen Schwager Abdalá Bucaram zum Generalintendanten der Polizei der Provinz Guayas (1979/80).

### Weg in die Politik
Nach dem Tod seines Schwagers, des amtierenden Präsidenten Jaime Roldós, und seiner Schwester bei einem Flugzeugabsturz am 24. Mai 1981 vertrat Bucaram die These, sie seien einer Verschwörung zum Opfer gefallen. Er gründete 1982 die populistische „roldosistische“ Partei PRE und wurde als ihr Kandidat 1984 zum Bürgermeister von Guayaquil gewählt. Mit unflätigen Äußerungen und exzentrischen Ansichten konnte er vor allem großstädtische Unterschichten für sich gewinnen. Gleichzeitig brachte ihm sein zum Teil unberechenbares Verhalten den Beinamen El Loco (der Verrückte) ein. Den damit verbundenen Ruf kultivierte Bucaram.
In seiner Amtszeit wurde er zweimal wegen Majestätsbeleidigung angeklagt. Einmal, weil er den Präsidenten León Febres Cordero beschimpfte, einmal, weil er die nationalen Streitkräfte als „für nichts weiter nützlich als zum Geld ausgeben“ bezeichnet hatte.
Nachdem er beim ersten Mal zu vier Tagen Haft verurteilt worden war, fürchtete er im zweiten Prozess eine höhere Strafe und floh im September 1985 nach Panama, wo er bis August 1987 blieb. Er kehrte zurück, nachdem ihn der Nationalkongress amnestiert und die panamaische Polizei aus dem Gewahrsam entlassen hatte. Bucaram behauptet, in Panama Opfer einer Intrige der Polizei des Diktators Noriega geworden zu sein, die ihm Kokain untergeschoben habe. Von Juli 1988 bis Dezember 1990 befand er sich erneut im Exil in Panama, diesmal, weil eine Untersuchung wegen Veruntreuung von Geldern aus der Stadtkasse von Guayaquil begonnen wurde. Die Anschuldigungen wurden später vom Obersten Gericht in Guayas fallengelassen.

### Präsidentschaft
Bucaram kandidierte 1988 und 1992 für die PRE bei Präsidentschaftswahlen und belegte den zweiten bzw. dritten Platz. 1988 unterlag er mit 46 zu 54 Prozent im zweiten Wahlgang Rodrigo Borja. Bei seinem dritten Versuch am 7. Juli 1996 setzte er sich im zweiten Wahlgang gegen Jaime Nebot von der Christlich-Sozialen Partei (Partido Social Cristiano, PSC) durch und nahm am 10. August die Amtsgeschäfte auf.
Entgegen seiner populistischen Wahlkampagne setzte er auf ein liberales Regierungsprogramm, leitete Privatisierungen von Staatsunternehmen und der Sozialversicherung ein und versuchte, die Gewerkschaften zu schwächen. Gleichzeitig betrieb er deutlichen Nepotismus und ausgeprägte Klientelpolitik für reiche Unternehmer. Er verlor schnell die Gunst des Volkes. Als er Anfang 1997 die staatlichen Subventionen für Strom und Gas abschaffen wollte und sich Korruptionsvorwürfe häuften, kam es zu Massendemonstrationen, Blockaden und Arbeitsniederlegungen im ganzen Land.
Unter dem Druck der Proteste setzte der ecuadorianische Nationalkongress Bucaram am 6. Februar 1997 ab. Er war damit für 186 Tage und 31 Minuten Präsident des Landes. Sein Nachfolger wurde Fabián Alarcón Rivera, der bisher Parlamentsvorsitzender war, bzw. kurzzeitig Rosalía Arteaga, Bucarams Vizepräsidentin.
Während seiner Amtszeit als Staatspräsident war Bucaram 1997 zum Präsidenten des führenden ecuadorianischen Fußballvereins Barcelona SC Guayaquil gewählt worden. In diesem Amt machte er Schlagzeilen, als er ankündigte, Diego Maradona verpflichten zu wollen. Von der Verwirklichung dieses Vorhabens wurde er jedoch durch seinen Sturz als Staatspräsident abgehalten.

### Exil und kurze Rückkehr
Bucaram floh am 11. Februar 1997 erneut nach Panama. Er gab an, von dort gegen die „zivile Diktatur“, die ihn abgesetzt habe, kämpfen zu wollen. In Ecuador häuften sich derweil die Anklagen und Untersuchungsverfahren wegen Korruption und Veruntreuung gegen ihn, weshalb Bucaram im Exil blieb.
Nachdem Präsident Lucio Gutiérrez nach seiner Vereidigung 2003 innerhalb weniger Monate wichtige Teile seiner Unterstützung verloren hatte, suchte er für neuen Rückhalt unter anderem den Kontakt zu Bucarams PRE. Im Dezember 2004 votierten Gutierrez' PSP, Bucarams PRE und der populistische PRIAN von Álvaro Noboa im Nationalkongress für die Auflösung und Neubesetzung des Obersten Gerichtshofs.
Diese Maßnahme, die allgemein als verfassungswidrig eingestuft wurde, hatte zur Folge, dass der neue de facto Oberste Gerichtshof mit Bucaram wohlgesinnten Richtern besetzt wurde. Der neue, Bucaram nahestehende Vorsitzende Guillermo Castro erklärte am 31. März 2005 die Verfahren gegen Bucaram für annulliert und den bis dahin geltenden Haftbefehl für aufgehoben. Obwohl die Verfassungsmäßigkeit sowohl der Besetzung des Obersten Gerichtshofs als auch der Verfahrensannullierung durch Castro umstritten war, kehrte Bucaram in der Nacht zum 2. April nach Guayaquil zurück. Noch am Abend dankte er auf einer Kundgebung Gutiérrez und Castro dafür, dass sie ihm die Rückkehr ermöglichten. Die Vorgänge um die Neubesetzung des Obersten Gerichtshofs und die Rückkehr Bucarams nach Ecuador lösten eine ernste Staatskrise aus, in deren Verlauf Präsident Gutiérrez am 15. April für 19 Stunden den Notstand in Quito deklarierte und den Obersten Gerichtshof per Dekret erneut auflöste. Am 20. April setzte das ecuadorianische Parlament Gutiérrez ab und das Militär entzog ihm die Unterstützung. Die Generalstaatsanwaltschaft Ecuadors erließ einen neuen Haftbefehl gegen Bucaram. Dieser floh am 22. April über die Landgrenze nach Peru und gelangte über Lima per Flugzeug erneut nach Panama.